# Sainte-Foy (Sena Marítimo)
Sainte-Foy é uma comuna francesa na região administrativa da Normandia, no departamento de Sena Marítimo. Estende-se por uma área de 6,75 km². Em 2010 a comuna tinha 619 habitantes (densidade: 91,7 hab./km²).